# NGC 6857
NGC 6857 ist ein Emissionsnebel im Sternbild Schwan, welcher am 5. September 1784 vom Astronomen Wilhelm Herschel entdeckt wurde.